# Prefectura Autònoma Tibetana de Garze
La Prefectura Autònoma Tibetana de Garze (o Ganzi) (En tibetà: དཀར་མཛེས་བོད་རིགས་རང་སྐྱོང་ཁུལ་ Kardzé Börik Rangkyongkhül; en xinès 甘孜藏族自治州) és una prefectura autònoma de la República Popular de la Xina, a la part occidental de la província de Sichuan.

## Situació geogràfica
Situada a la zona de transició entre el nivell més alt de la Xina i l'altiplà de Yunnan-Guizhou i la conca de Sichuan, és part de l'altiplà de Sichuan occidental, al nord de les muntanyes Hengduan Shan, part de l'altiplà del Tbet, entre 27° 58′ i els 34 ° 20 '' i la longitud est 97 ° 22 '' ~ 102 ° 29 '', és la zona de transició des del marge occidental de la conca de Sichuan fins a l'altiplà del Tibet. És adjacent a la Prefectura Autònoma Tibetana i Qiang d'Aba i la Ciutat de Ya'an a l'est, la Prefectura Autònoma Yi de Liangshan i la Prefectura Autònoma Tibetana de Diqing al sud, el riu Iang-Tsé a l'oest i la zona de Chengdu a la Regió Autònoma del Tibet, i limiten amb la Prefectura Autònoma de Yushu i Prefectura Autònoma Tibetana de Guoluo a la província de Qinghai al nord. L'àrea administrativa de l'estat és de 152,600 quilòmetres quadrats.

## Administració i economia
La prefectura inclou 18 xians (o districtes): Kangding, Luding, Danba, Jiulong, Yajiang, Daofu, Luhuo, Ganzi, Xinlong, Dege, Baiyu, Shiqu, Seda, Litang, Batang, Xiangcheng, Daocheng, Derong; que en total contenen 325 municipis i 2.679 pobles administratius. La capital de la prefectura és Kangding, i és el centre polític, econòmic i cultural de la prefectura. És coneguda com la ciutat de les cançons d'amor a causa de la famosa cançó "Cançó d'amor de Kangding". La prefectura de Garze és rica en recursos hídrics i recursos geotèrmics. Hi ha animals salvatges com pandes gegants, pandes vermells, micos d'or, cérvols blancs, etc. S'hi produeixen medicaments a base d'herbes xineses com la gastrodia, Cordyceps, Fritil·lària, Angèlica i Astràgal. Com a recursos minerals també hi ha or, plata, coure, ferro, molibdè, liti, marbre, granit entre d'altres.
A la Prefectura de Garze hi ha el centre més gran per a l'estudi del budisme tibetà al món, l'institut budista Larung Wuming. Va ser fundat el 1980, i està situat a la vall de Larung.
A la prefectura de Garze hi conviuen 25 ètnies o minories, entre les quals la tibetana és la principal, amb un 78 % del total de la població.